# Nahr Ibrahim
Pour les articles homonymes, voir Abraham (homonymie) et Adonis.
Le Nahr-Ibrahim (en arabe : نهر ابراهيم, Fleuve d'Abraham) aussi connu sous le nom de fleuve d'Adonis est un fleuve qui prend sa source dans la grotte d'Afqa (1 200 m d'altitude) au Mont-Liban et qui se jette dans la Méditerranée à quelques kilomètres au sud de Byblos au Liban.

## Histoire
Le Mont-Liban est une chaîne de montagnes karstique sillonnée par plusieurs fleuves, dont la rivière d'Abraham. Ce fleuve est le moins pollué du Liban. Il est nommé d'après Abraham de Cyrrhus, disciple de saint Maron, connu notamment pour avoir converti la région au christianisme.
La vallée et les sites archéologiques font partie de la liste indicative au patrimoine mondial de l'UNESCO depuis 1996.

## Visite
Nahr Ibrahim n'est pas accessible par véhicule. Les touristes et locaux y accèdent à pied par le chemin naturel aménagé par la réserve de biosphère de Jabal Moussa.

## Légende
D'après la mythologie grecque et phénicienne, Adonis, dieu de l'amour et de la beauté, aurait été tué par un sanglier envoyé par Arès, dieu de la guerre, ou bien par Arès lui-même déguisé en sanglier,,,, près d'une rivière. D'après le mythe, le sang d'Adonis coula dans l'eau de la rivière, ce qui expliquerait le fait que l'eau soit rougeâtre à certaines époques. Depuis lors baptisé « Fleuve d'Adonis », ses eaux prenaient cette couleur à cause du sable, né de l'érosion de la roche rouge de la grotte d'Afqa, qu'elle entraîne ; le site du fleuve est très visité.

## Galerie

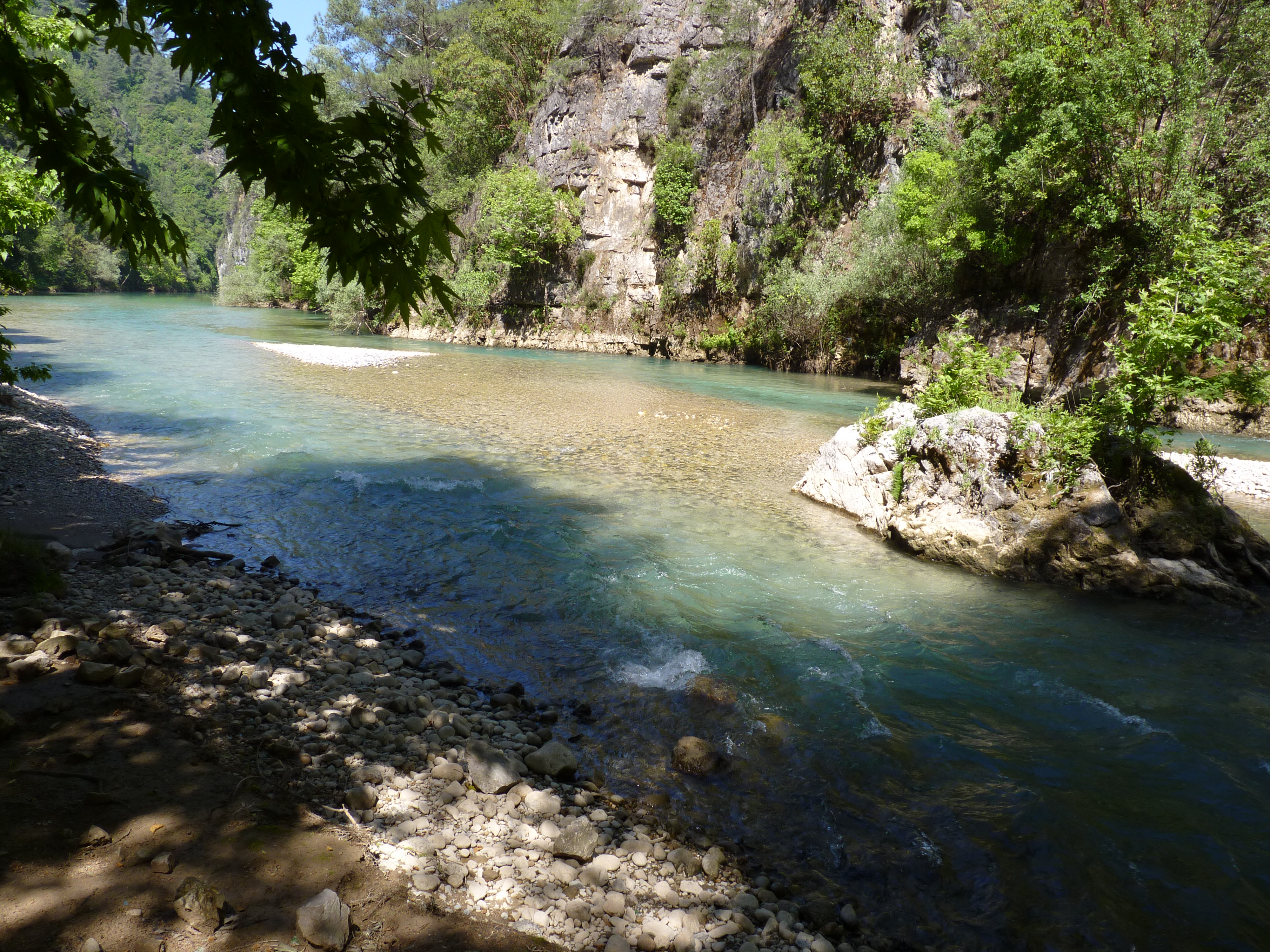
Fleuve au mois de mai
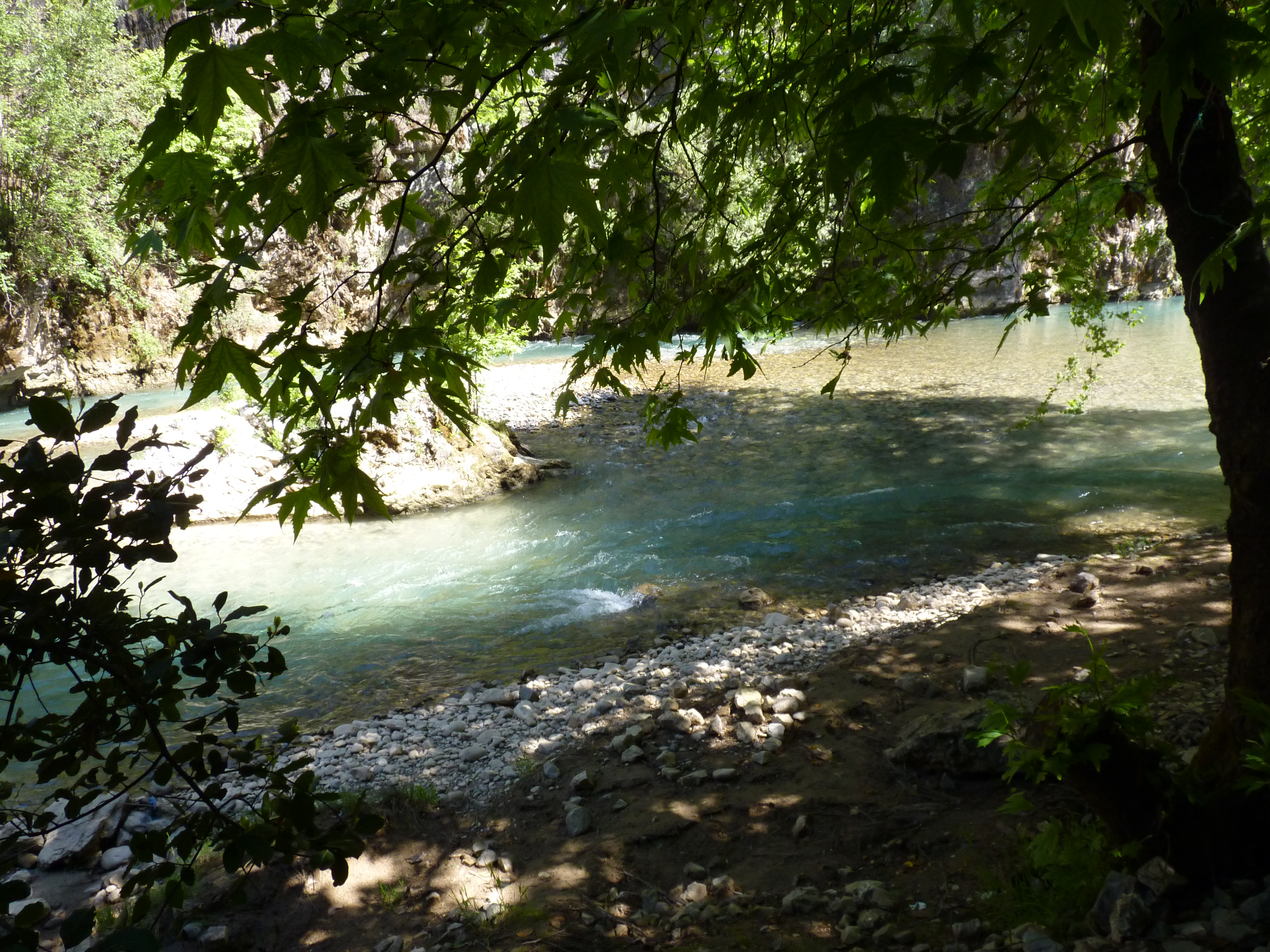
Fleuve au mois de mai